# Zdarzenie (film)
Zdarzenie (ang. The Happening) − amerykańsko-indyjski thriller science-fiction z 2008 roku, napisany, wyreżyserowany i wyprodukowany przez M. Nighta Shyamalana. Występują Mark Wahlberg, Zooey Deschanel, John Leguizamo i Ashlyn Sanchez. Zdjęcia kręcono w Nowym Jorku, Filadelfii i Paryżu.

## Fabuła
Pewnego poranka w Central Parku Nowym Jorku dochodzi do fali masowych samobójstw, która błyskawicznie rozprzestrzenia się w inne miejsca. Schemat zawsze wygląda tak samo: przez okolicę przechodzi podmuch silnego wiatru; ludzie stają w miejscu; zaczynają mówić od rzeczy, by w końcu odebrać sobie życie w najszybszy − i często niezwykle brutalny − sposób.

Panika szybko się rozprzestrzenia. Mieszkańcy miasta, przekonani przez media że zostali zaatakowani przez nieznanych terrorystów, próbują uciekać w rejony, które − jak sądzą − są niedotknięte szaleństwem. Wśród nich znajduje się Elliot Moore (Mark Wahlberg), nauczyciel biologii w szkole średniej; wraz z nim ewakuuje się jego żona Alma (Zooey Deschanel), przyjaciel-matematyk Julian (John Leguizamo) i jego ośmioletnia córka Jess (Ashlyn Sanchez). Pociąg, którym podróżują, nieoczekiwanie zatrzymuje się w maleńkiej mieścinie Flibert tuż po tym, jak obsługa nagle traci kontakt radiowy z cywilizacją. Przerażeni pasażerowie decydują się przeczekać kryzys; jednak radio i telewizja informują, że epidemia samobójstw rozprzestrzenia się na coraz to mniejsze miejscowości. Elliot i jego towarzysze decydują się ratować przez ucieczkę w niezamieszkane przez ludzi rejony. Napotkany na ich drodze botanik twierdzi, że wie, co jest przyczyną tragedii: wierzy, że to rośliny i drzewa atakują ludzi przez wypuszczanie halucynogennych toksyn w powietrze. Początkowo traktując te informacje z niedowierzaniem, mała grupka stopniowo przekonuje się, że botanik ma rację. Dalsza ucieczka staje się coraz bardziej beznadziejna, a Elliot i jego towarzysze napotykają podczas ucieczki rozpacz i grozę.

## Obsada
- Mark Wahlberg – Elliot Moore
- Zooey Deschanel – Alma Moore
- John Leguizamo – Julian
- Ashlyn Sanchez – Jess
- Betty Buckley – Pani Jones
- Spencer Breslin – Josh
- Robert Bailey Jr. – Jared
- M. Night Shyamalan – Joey